# هسانی گریوت
هسانی گریوت (انگلیسی: Hassani Gravett؛ زادهٔ ۱۶ ژوئیهٔ ۱۹۹۶) بازیکن بسکتبال اهل ایالات متحده آمریکا است.